# Икона Рождество Христово (Латыгово)
Икона Рождества Христова — икона из церкви деревни Латыгово, написанная в 1746 году латыговским мастером. Отражает развитие белорусской школы живописи в 18 веке. Хранится в Национальном художественном музее Беларуси .
В 18 веке. икона становится воплощением эстетических представлений общества, поэтому в это время она превратилась в средство и форму борьбы за независимость, сохранение национальной культуры . В иконографии этого времени обнаруживалась ориентация на народные вкусы, возврат к традициям предшествующих эпох, своеобразная фольклоризация. Нарушению каноничности икон способствовали поиски реалистического изображения действительности, введение в икону бытовых подробностей, явлений быта. Это привело к своеобразной примитивизации образов, характерной для иконы Рождества Христова из Латыгово, написанной в то время .

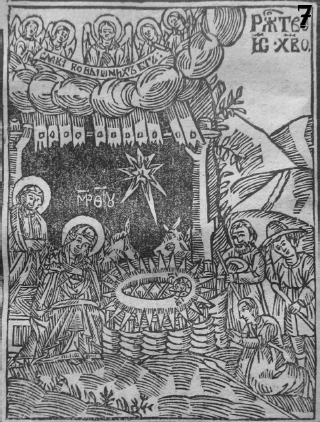
Гравюра «Рождество Христово» из кутейнского «Трэфалагіёна» (1647 г.)

Вполне вероятно, что для написания иконы латыговский мастер использовал в качестве протографа гравюру «Рождество Христово» из «Трефологиона» (1647) из Куты, расположив композицию зеркально. В иконе использованы этнографические элементы, например, структура соломенных домов аналогична соломенным соломам крестьянских домов и хозяйственных построек . Художник, вероятно, нарисовал то, что видел в своем районе. Интересно, что в данном случае речь шла не просто о копировании композиции с гравюры (что было весьма распространено в то время), но и о введении «авторских» деталей и элементов .
В 1898 году икона была перевезена из церкви деревни Латыгово в Витебское хранилище древностей. Экспонировалась на 1-й Всебелорусской художественной выставке в 1926 году и вошла в «Каталог древнего искусства» под редакцией М. Щекотихина . В 1975 году икона была восстановлена русскими мастерами .

## Описание
Правую половину иконы занимают фигуры Божией Матери и святого Иосифа, изображенные в полный рост и в большом масштабе на фоне амбара с соломой. Перед ними — это младенец Христос с нимбом в сиянии Спасо-Преображения. Слева от него три ожерелья с дарами, а над ними, на темном облаке, якобы делающем его невидимым для всех, находится Архангел Михаил, освещающий радостное событие Вифлеемской звездой. Образ Архангела Михаила в этом сюжете является неканоническим авторским приемом, но в то же время ему посвящена почти четверть произведения .
Огненно-красные плащи на Богородице и Архангеле Михаиле украшены золотыми шестиконечными звездами, которые символизируют гармонию мироздания, что относит их к высшей небесной иерархии. Несколько наивная трактовка сюжета с ролевым акцентом, раскрывающаяся в многообразии действующих лиц, очень лаконично доносит до простого верующего глубокую семантику сакрального события .